# Urda
Urda é um município da Espanha na província de Toledo, comunidade autónoma de Castilla-La Mancha, de área 217,82 km² com população de 3148 habitantes (2007) e densidade populacional de 14,28 hab/km².

## Demografia
| Variação demográfica do município entre 1991 e 2004 | Variação demográfica do município entre 1991 e 2004 | Variação demográfica do município entre 1991 e 2004 | Variação demográfica do município entre 1991 e 2004 |
| --------------------------------------------------- | --------------------------------------------------- | --------------------------------------------------- | --------------------------------------------------- |
| 1991                                                | 1996                                                | 2001                                                | 2004                                                |
| 3115                                                | 3046                                                | 3022                                                | 3107                                                |